# Dixmude (L9015)
Dixmude (L9015) je vrtulníková výsadková loď Francouzského námořnictva. Je to třetí a zároveň poslední jednotka třídy Mistral postavená pro Francouzské námořnictvo.

## Výzbroj

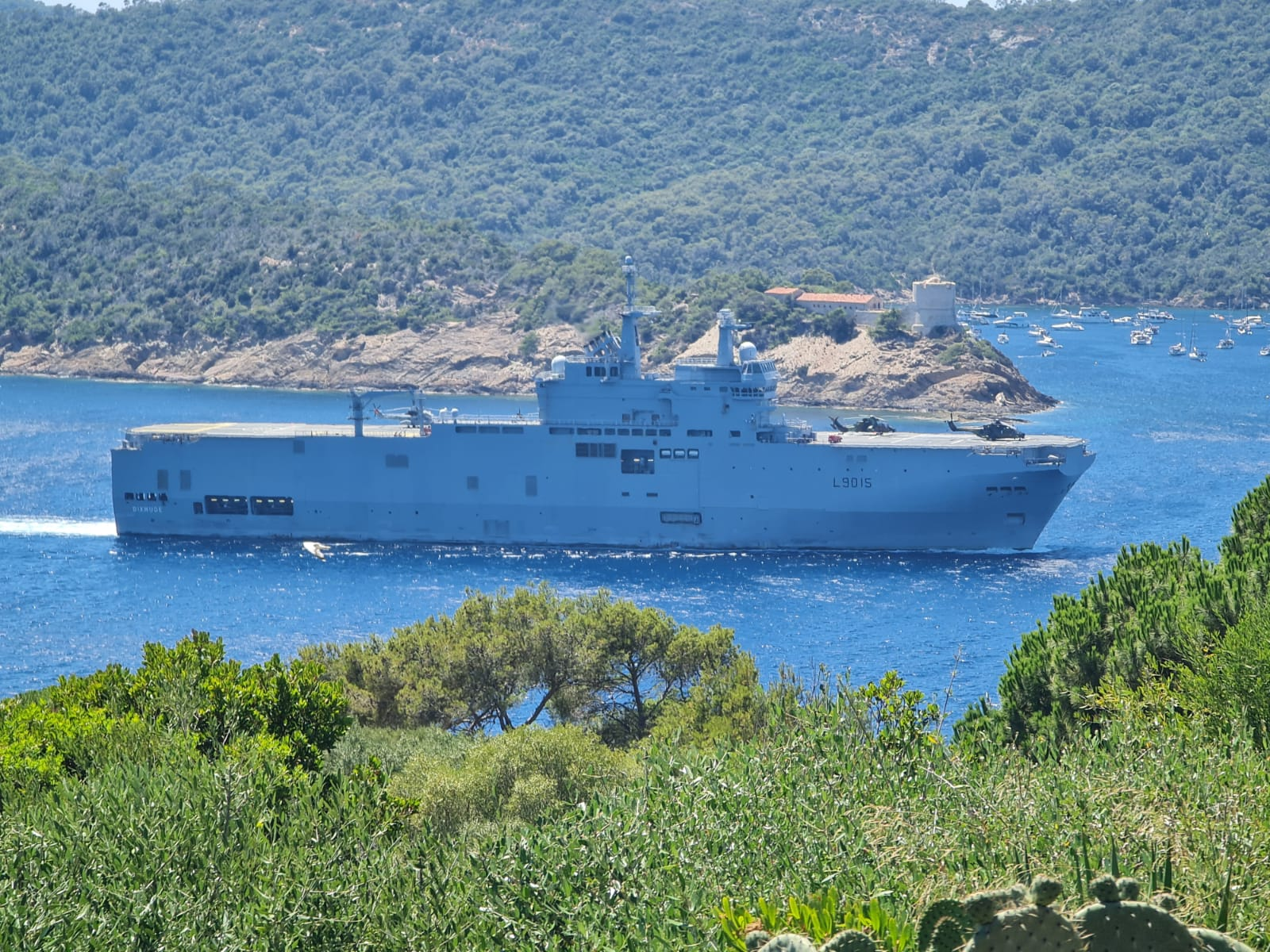
Dixmude u Levantského ostrova v červenci 2021

Dixmude je vyzbrojena dvěma dvojitými raketomety Simbad určená pro protiletadlové řízené střely velmi krátkého dosahu Mistral, dvěma 30mm automatickými kanóny Breda-Mauser a čtyřmi 12,7mm kulomety M2HB. Loď je pro pozemní invaze vybavena 40 tanky Leclerc, 70 obrněných vozidly a vyloďovacími čluny.

## Vrtulníky
Dixmude může nést 16 těžkých vrtulníků jako např. Eurocopter Tiger nebo 35 lehkých vrtulníků.